# 板橋区立若木小学校
板橋区立若木小学校（いたばしくりつ わかぎしょうがっこう）は、東京都板橋区若木一丁目にある公立小学校。中台小学校、中台中学校と共に「さくら草学びのエリア」を構成している。

## 歴史
- 1958年（昭和33年）6月1日 - 板橋区立中台小学校から分離開校。中台小学校から、6学年を除く児童466名移籍、学級数10学級。校舎は、木造2階建てで8教室[2]。
- 1960年（昭和35年）2月26日 - 校歌を制定（作詞：勝承夫、作曲：平井康三郎[3]）[2]。
- 1969年（昭和44年）3月18日 - 開校10周年記念式典を挙行[2]。
- 1971年（昭和46年）4月1日 - 板橋区立若葉小学校開校に伴い、2年生から5年生の児童353名を移籍。さらに、5月まで若葉小学校10教室使用[2]。
- 1978年（昭和53年）3月22日 - 開校20周年記念式典を挙行[2]。
- 1988年（昭和63年）10月22日 - 開校30周年記念式典を挙行[2]。
- 1991年（平成3年）2月16日 - 若木郷土資料館を設置[2]。
- 1996年（平成8年）
  - 5月20日 - JRCに加盟[2]。
  - 12月1日 - 地域開放教室を開始[2]。
- 1998年（平成10年）11月14日 - 開校40周年記念式典を挙行[2]。
- 2005年（平成17年）
  - 4月1日 - 若葉小学校を統合[2]。
  - 12月1日 - 若葉小学校記念館を設置[2]。
- 2006年（平成18年）
  - 4月20日 - 英語活動を開始[2]。
  - 8月31日 - 校舎の耐震補強工事を実施[2]。
- 2007年（平成19年）1月15日 - 体育館の大規模改修工事を実施[2]。
- 2008年（平成20年）
  - 3月31日 - 校舎・校庭の大規模改修工事を実施[2]。
  - 11月15日 - 開校50周年記念式典を挙行[2]。
- 2009年（平成21年）4月27日 - 外国語活動を開始[2]。
- 2011年（平成23年）4月1日 - 給食を民間委託[2]。
- 2014年（平成26年）4月1日 - あいキッズ事業を開始[2]。
- 2015年（平成27年）4月1日 - 学校支援地域本部を結成[2]。
- 2016年（平成28年）4月1日 - オリンピック・パラリンピック教育重点校に指定される[2]。
- 2018年（平成30年）
  - 9月15日 - 二代目「つげの木」が寄贈される[2]。
  - 11月22日 - 開校60周年記念児童集会を開催[2]。
  - 12月2日 - 開校60周年記念式典を挙行[2]。

## 学区
- 西台一丁目（2番・3番・7番〜9番）
- 若木一丁目（全域）
- 若木二丁目（全域）
- 若木三丁目（1番〜20番・22番・24番・26番・28番・30番）
- 中台一丁目（42番〜48番）
- 中台二丁目（12番〜20番）
- 中台三丁目（1番〜22番）

出典：

## 進学先中学校
- 板橋区立中台中学校[4][5]

## 周辺
- 稲荷神社 - 敷地が隣接
- 警視庁志村警察署中台交番
- 理研ビタミン東京工場
- 板橋区立若木保育園 - 進学前保育園のひとつ

このほか、パークホームズ上板橋ヒルトップレジデンスや東京都住宅供給公社中台住宅などのマンション・アパートなども点在。

## 交通アクセス
- 国際興業バス「常01」系統で、「若木小学校」停留所下車。
- 東武鉄道東上線ときわ台駅・都営地下鉄三田線志村三丁目駅から、上述の国際興業バスに乗車し、「若木小学校」停留所下車。

## 著名な出身者
- 田中怜利ハモンド - プロ野球選手[6]